# Ивабути, Мана
Мана Ивабути (яп. 岩渕 真奈 Ивабути Мана, род. 18 марта 1993, Токио) — японская футболистка, форвард английского клуба «Арсенал» и сборной Японии. Чемпионка мира 2011 года и серебряный призёр Летних Олимпийских игр 2012 года. 1 сентября 2023 года Ивабути объявила о завершении карьеры в профессиональном футболе.

## Карьера

### Клубы
Футболом начала заниматься во время учёбы в школе по примеру старшего брата, игравшего в юношеской команде футбольного клуба «Токио». В 2007 году начала выступления в Л.Лиге за «НТВ Белеза».
С 2013 по 2017 год играла в Германии за «Хоффенхайм» и «Баварию».
В сентябре 2017 года подписала контракт с клубом «Кобе Леонесса».
26 мая 2021 года подписала контракт с английским клубом «Арсенал».

### Сборная
В возрасте 15-ти лет в составе сборной участвовала в чемпионате мира среди девушек до 17-ти лет. Несмотря на вылет японок в четвертьфинале, Ивабути получила Золотой мяч лучшей футболистке чемпионата.
С 2010 года выступает за первую сборную. Входила в состав сборной на чемпионаты мира 2011 и 2015.
На мировом первенстве 2019 года, который проходил в июне во Франции, Мана во втором матче сборной Японии против Шотландии забила гол и помогла своей команде победить со счётом 2:1.

## Достижения

### Клуб
НТВ Белеза:
- Чемпионка Японии: 2007, 2008, 2010
- Обладательница Кубка Л.Лиги: 2007, 2010, 2012

 Бавария:
- Чемпионка Германии: 2014/15, 2015/16

### Сборная
Япония:
- Серебряный призёр Олимпийских игр: 2012
- Чемпионка мира: 2011
- Серебряный призёр чемпионата мира: 2015